# Quercus arizonica
Espèce
Classification phylogénétique
Statut de conservation UICN

 LC  : Préoccupation mineure
Quercus arizonica est une espèce de plante nord-américaine de la famille des Fagaceae.

## Description
Quercus arizonica pousse comme un arbre à feuillage persistant ou semi-persistant, de petite à moyenne taille pouvant atteindre une hauteur de 18 mètres pour un diamètre à hauteur de poitrine de 1 mm ; il est l'un des plus grands chênes du sud-ouest des États-Unis. Il a de grosses branches et une couronne étalée. Il grandit très lentement une fois arrivé à maturité, poussant environ de 25 mm de diamètre par an. L'écorce est initialement mince et lenticulée, mais devient ensuite assez épaisse, avec des fissures peu profondes et des crêtes écailleuses. Les bourgeons sont brun rougeâtre, ovoïdes et mesurent environ 3 mm.
Les feuilles alternes sont divisées en pétiole et limbe. Le pétiole mesure 3 à 10 mm de long. Le limbe des feuilles est elliptique ou oblong à étroitement obovale et avec une extrémité supérieure arrondie. Le limbe des feuilles est plat à légèrement convexe, épais et coriace, généralement rigide et en forme de cœur ou arrondi et légèrement en forme de cœur. Les veines sont parallèles, enfoncées sur le dessus et surélevées en dessous. Les feuilles peuvent commencer à tomber à la fin de l'hiver ou lorsque de nouvelles feuilles émergent au printemps.
Les fleurs sont monoïques. Les fleurs femelles se présentent sous forme de petites grappes à l'aisselle des feuilles. Les fleurs mâles sont longues, tombantes, avec des chatons vert jaunâtre. La période de floraison se situe au printemps, entre avril et mai. Les fleurs sont jaunes ou vertes.
Le fruit est un gland oblong de 8 à 12 mm de long. Les glands ont des bouchons en forme de bol qui couvrent un tiers du gland. Les glands pendent individuellement ou par paires. Les glands mûrissent généralement en automne. La quantité de glands produits peut varier d'une année à l'autre, produisant environ 32 000 glands une année et très peu la suivante. La germination des glands est fortement corrélée à la quantité d'humidité pendant la saison des pluies.
Il peut former des hybrides avec Quercus turbinella.

## Répartition

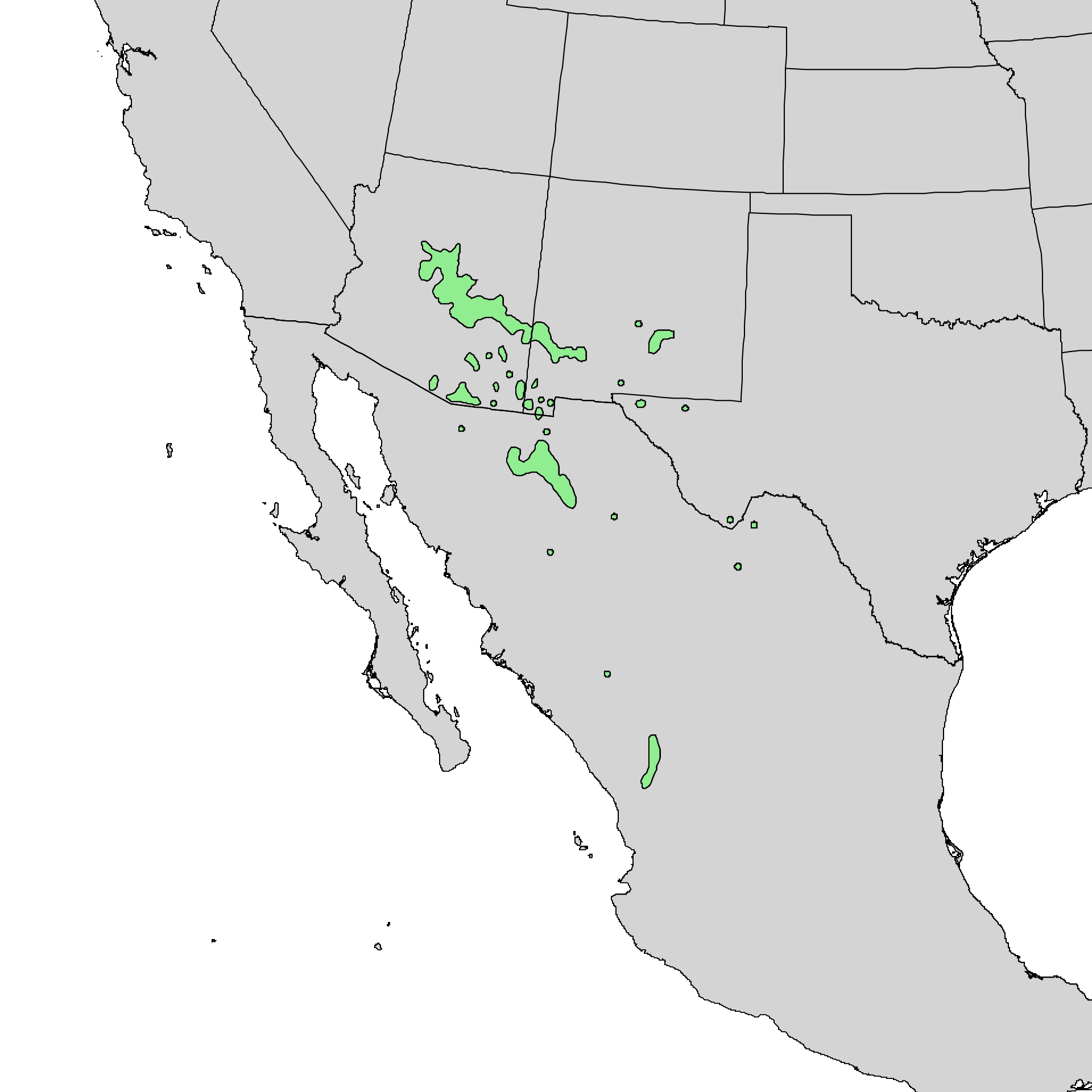
Aire de répartition de Quercus arizonica

Quercus arizonica est présent dans l'ouest de l'Amérique du Nord dans le sud des États-Unis, en Arizona, au Nouveau-Mexique et au Texas, et dans les États du Mexique de Chihuahua, Coahuila, Durango et Sonora. Il est principalement aux États-Unis, au centre de l'Arizona jusqu'au sud-ouest du Nouveau-Mexique. Il existe des populations isolées dans l'ouest du Texas et le nord du Mexique. Au Mexique, les zones vont de Coahuila ouest à la Basse-Californie du Sud. La Basse-Californie du Sud a moins de 20 localités.
Quercus arizonica se rencontre à des altitudes de 1 520 à 2 130 mètres. Il se trouve dans une vaste gamme d'habitats tels que les savanes, les prairies et les chaparrals. La consommation d'eau est faible et il a besoin du soleil ou une ombre partielle. Le sol doit être rocheux ou sablonneux et sec. Les sols peuvent être argileux ou rocheux. Le chêne est à la fois tolérant à la chaleur et au froid.

## Écologie
Lorsque les Quercus arizonica sont petits, ils meurent généralement par le feu. Les glands sont aussi brûlés. Le feuillage est extrêmement inflammable, mais les arbres plus gros survivent généralement à des incendies pas très importants et si une souche survit à un incendie, elle germera rapidement par la suite.
Quercus arizonica pousse souvent dans des forêts de genévriers et de pins à pignons, en compagnie de Lycium pallidum, Quercus grisea, Quercus hypoleucoides, Quercus oblongifolia
Quercus arizonica est une plante hôte des chenilles de Carmenta querci, Chionodes optio, Chionodes pastor, Coptotriche arizonica, Himmacia huachucella, Pyrrhopyge araxes.
Quercus arizonica fournit une couverture pour des animaux comme les cerfs, les dindes, les pécaris, les mouflons du désert, les Passeri et les cailles. Le cerf de Virginie s'en sert aussi comme abri. Il est aussi un abri pour les mammifères Dasypterus xanthinus et Peromyscus schmidlyi.
Pour le cerf de Virginie et le cerf mulet, le chêne est également très agréable au goût. La seule espèce connue pour consommer les glands en quantité est le Conure à gros bec.
Le champignon Inonotus andersoni affecte Quercus arizonica. Le traitement aux herbicides affecte également la croissance du chêne.

## Usage
Le bois est généralement utilisé comme combustible. Étant donné que Quercus arizonica est dur, lourd et solide, il est rarement utilisé pour des raisons commerciales telles que la production de meubles.
Il peut servir de plante ornementale.